# سوق دبي الحرة

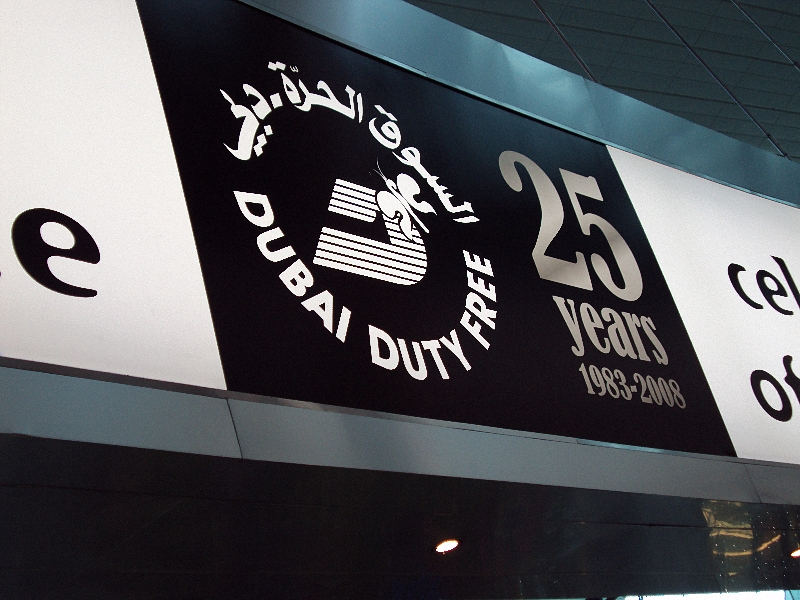
إشهار لمنطقة دبي الحرة من داخل مطار دبي الدولي

سوق دبي الحرة (DDF) هي الشركة المسؤولة عن العمليات المعفاة من الرسوم الجمركية في مطار دبي الدولي ومطار آل مكتوم الدولي.
تأسست في ديسمبر 1983، وسجلت مبيعات في العام الأول بلغت 20 مليون دولار أمريكي ونمت لتصبح واحدة من أكبر مشغلي التجزئة للسفر في العالم حيث بلغت مبيعاتها 2.029 مليار دولار أمريكي في عام 2019.
الشيخ أحمد بن سعيد آل مكتوم هو رئيس هيئة دبي للطيران المدني ورئيس مجلس إدارة السوق الحرة في دبي. وكولم ماكلوغلين هو نائب الرئيس التنفيذي والرئيس التنفيذي. وسوق دبي الحرة هي شركة تابعة لشركة الاستثمار المملوكة للحكومة مؤسسة دبي للاستثمارات الحكومية.
وفي يونيو 2024 تولى راميش سيدامبي، منصب الرئيس التنفيذي الجديد لسوق دبي الحرة بعد تنحي كولم اكلوكلين، نائب رئيس مجلس الإدارة والرئيس التنفيذي لسوق دبي الحرة عن منصبه واحتفاظه بدور الاستشاري 

## التأسيس
تمت دعوة شركة إير ريانتا، الشركة المشغلة لأول سوق حرة في العالم في مطار شانون، لتقديم اقتراح لتشغيل وإدارة عملية السوق الحرة في مطار دبي الدولي. قبل ذلك، كان المطار يخدمه العديد من امتيازات البيع بالتجزئة التي يديرها التجار من دبي. تم تقديم الخطة إلى الشيخ محمد من قبل محي الدين بن هندي، المدير العام لهيئة الطيران المدني في دبي، وتمت الموافقة عليها بشرط توسيع السوق الحرة إلى ضعف حجمها الأصلي وافتتاحها في غضون ستة أشهر.
تم تمويل السوق الحرة، المخطط لها لخدمة ثلاثة ملايين مسافر سنويًا، بقرض بقيمة 820 ألف دولار من بنك دبي الوطني. كان التحدي الذي واجهه فريق إدارة إير ريانتا المكون من عشرة أفراد، والذي وقع عقدًا استشاريًا مع هيئة الطيران المدني في دبي، هو التفاوض على نقل الامتيازات الحالية، مما أدى إلى حصول سوق دبي الحرة على مخزوناتها بأسعار يفضلها أصحاب المتاجر.
افتتح السوق الحرة رسميًا في 20 ديسمبر 1983. وفي نهاية عقد الاستشارات مع شركة إير ريانتا، قرر ماكلولين البقاء وإدارة العمليات الجديدة وبقي معه اثنان من فريق إير ريانتا الأصلي.
تروج سوق دبي الحرةلإمارة دبي من خلال إقامة الأحداث الرياضية مثل بطولات سوق دبي الحرة للتنس، وبطولة سوق دبي الحرة أيرلندا المفتوحة، وسوق دبي الحرة ديربي أيرلندا.
تبلغ مساحة البيع بالتجزئة المتوفرة في السوق أكثر من 40 ألف متر مربع.
في عام 1985، أصبح الشيخ أحمد بن سعيد آل مكتوم رئيسًا لشركة طيران الإمارات ودائرة الطيران المدني.
يُعتبر محمد بن راشد آل مكتوم القوة الدافعة وراء السوق الحرة في دبي، حيث وافق على المشروع لمضاعفة حجمه وأيد المفاهيم الرئيسية.
وقد سجلت المبيعات السنوية لسوق دبي الحرة (2.16 مليار دولار) في عام 2023.
وقد حصلت سوق دبي الحرة على 760 جائزة محلية وعالمية، وقد وصل عدد العاملين فيه إلى 5400 شخص من 55 جنسية مختلفة 

## السوق الحرة مطار دبي
توفر السوق الحرة في مطار دبي مئات العلامات التجارية الشهيرة وبأسعار مُعفاة من الضرائب قبل السفر
وتحتضن متاجر الأزياء و الذهب والعطور ومستحضرات التجميل وحقائب اليد والبضائع الجلدية والساعات الذكية والإلكترونيات والتبغ والسجائر وتنتشر السوق الحرة في جميع محطات المطار الثلاثة (تيرمينال 1، وتيرمينال 2، وتيرمينال 3)،وتختلف كل محطة بعدد المحلات وأسماء العلامات التجارية المتوفرة  و تعتبرالمنطقة الحرة في مطار دبي الدولي  الأولى عالمياً حسب  تصنيف مجلة الاستثمار الأجنبي المباشر لمناطق المستقبل الحرة 2012/2013.

## سوق دبي الحرة مطار آل مكتوم
تؤمن السوق الحرة في مطار آل مكتوم الدولي كافة البضائع كالأزياء والذهب والاكسسوارات وغيرها

## سوق دبي الحرة على الإنترنت
تتوفر السوق الحرة دبي اون لاين لطلب المشتريات مسبقاً والدفع عند استلامها من المطار في يوم الرحلة

## سوق دبي الحرة في الجو
تُتيح شركات الطيران الإماراتية  منتجات السوق الحرة على متن الطائرة 